# The Consul
The Consul (El cónsul) es una ópera en tres actos con música y libreto en inglés de Gian Carlo Menotti. Se estrenó el 1 de marzo de 1950, en Filadelfia, con Patricia Neway en el papel de la protagonista Magda Sorel. 
La ópera se representó un mes después en Nueva York, donde fue bien acogida. El cónsul obtuvo un extraordinario éxito crítico:  Menotti obtuvo el Premio Pulitzer de Música del año 1950 y el premio del Círculo de Críticos de Teatro de Nueva York por el Mejor Musical.
La ópera se centra en el desesperado intento del disidente político John Sorel de huir de su país, mientras que su mujer Magda, la protagonista, busca obtener un visado para él.
Es una ópera poco representada en la actualidad; en las estadísticas de Operabase aparece con sólo ocho representaciones en el período 2005-2010.